# Abdul Karin Zahr al-Din
Abdul Karin Zahr al-Din fou un general de l'exèrcit sirià d'origen drus format a Síria i a França. El setembre de 1961 fou un dels pocs generals que va donar suport al cop d'estat que va posar final a la República Àrab Unida i tot i no ser el més antic fou designat cap d'estat major, ja que els altres generals, dos eren cristians i un era inadequat. El 1962 després del cop d'estat del 28 de març de 1962 dirigit per Abd al-Karim al-Nahlawi, el 2 d'abril va ordenar a les tropes restablir al president Nazim al-Qudsi, cosa que va aconseguir. Després del 8 de març de 1963 quan els baasistes ven prendre el poder, fou apartat del càrrec i retirat de l'exèrcit.